# Marianka (Krosna-Wieś)
Marianka – część wsi Krosna-Wieś w Polsce położona w województwie mazowieckim, w powiecie pruszkowskim, w gminie Brwinów.
W latach 1975−1998 Marianka administracyjnie należała do województwa warszawskiego.